# ヨハン・ゴットリープ・グレディッチュ

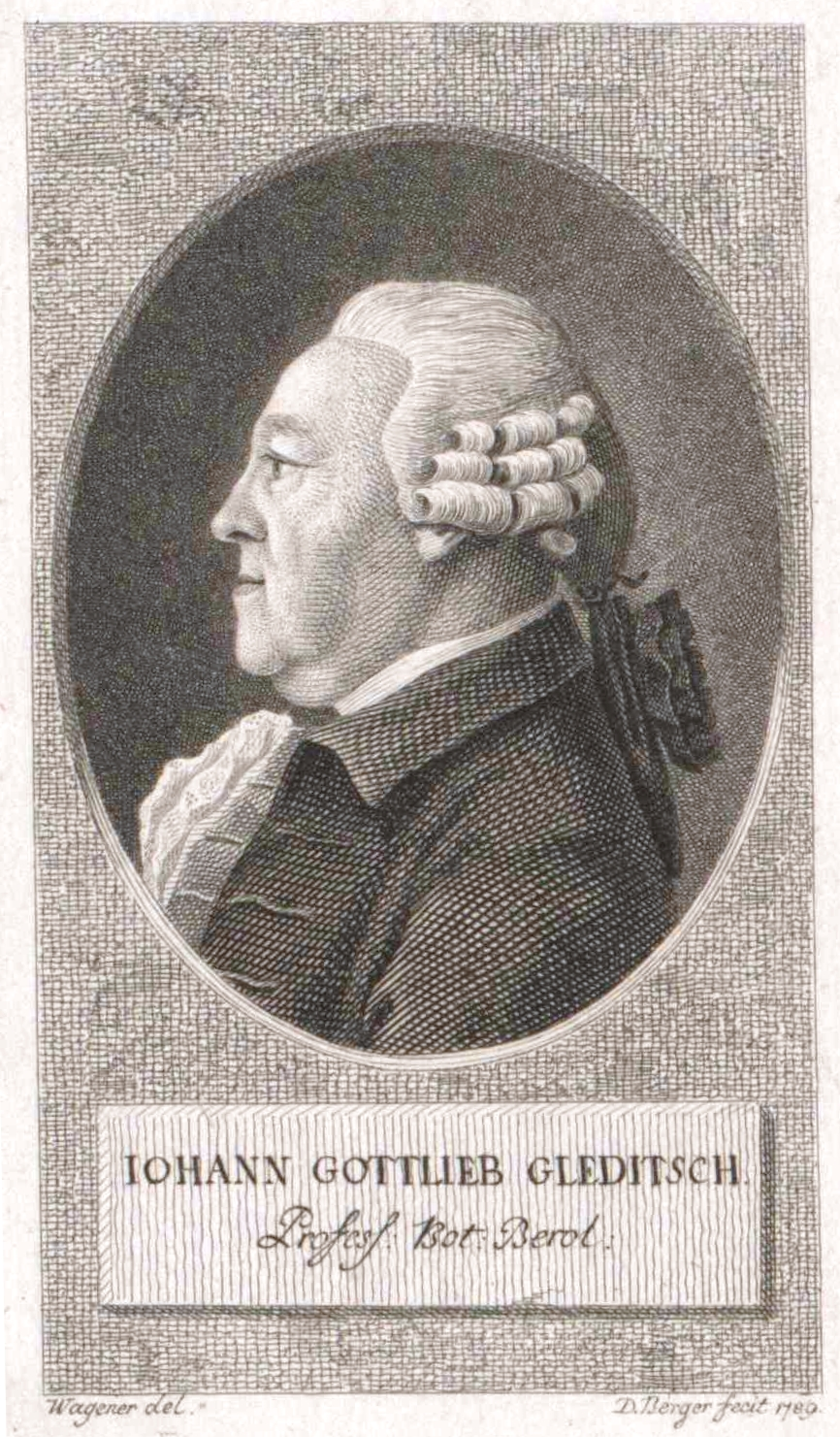
Johann Gottlieb Gleditsch (1714-1786)

ヨハン・ゴットリープ・グレディッチュ（Johann Gottlieb Gleditsch、1714年2月5日 - 1786年10月5日）はドイツの植物学者、医師である。

## 略歴
ライプツィヒで生まれた。父親は市の楽団員である。ライプツィヒ大学で哲学と医学を学び、博士号を得た。植物学はヘーベンシュトライト（Johann Ernst Hebenstreit）に学んだ。1737年頃、ベルリン医科・外科コレギウム（Collegium medico-chirurgicum）の教授となり、1740年にレブスの地方保健技師(Kreisphysikus)になった。1742年にフランクフルト大学でも学位を得て、生理学、薬草学の講義を行った。
1744年にベルリン科学アカデミーの正会員となり、ドイツ科学アカデミーレオポルディーナの会員にも選ばれた。1746年にベルリン植物園の園長に任じられた。1746年に高給を条件にロシアのサンクトペテルブルク植物園に誘われるが、プロイセン王フリードリヒ2世は昇給を条件にベルリン植物園に引き止めた。
雌雄異株のナツメヤシで「ベルリン実験」（experimentum berolinense）を行った事で知られる。ベルリン植物園のナツメヤシは雌株で植えられてから一度も結実したことがなかったが、1749年にグレディッチュは故郷のライプツィヒの植物園から雄株の開花株を運び、数ヶ月後に結実に成功し、植物の有性生殖を証明した。植物の成長と気候との関連などを研究した。
マメ科も植物の属名、Gleditsia（和名：サイカチ属）はグレディッチュに因んでいる。

## 著作
- Methodus fungorum exhibens genera, species et varietates cum charactere, differentia specifica, synonomis, solo, loco et observationibus, 1753 – mit aufschlussreichen Darstellungen verschiedener Pilze
- Betrachtung über die Beschaffenheit des Bienenstandes in der Mark Brandenburg. Nebst einem Verzeichnisse von Gewächsen aus welchem die Bienen ihren Stoff zum Honig und Wachse einsammeln, Riga [u.a.] 1769
- Systematische Einleitung in die neuere, aus ihren eigentümlichen physikalisch-ökonomischen Gründen hergeleitete Forstwissenschaft, 2 Bände, Berlin 1774 bis 1775
- Vermischte botanische und oekonomische Abhandlungen. Hesse, Berlin 1789 (Bd. 1, Bd. 2, Bd. 3, jeweils Digitalisat und Volltext im Deutsches Textarchiv, Bd. 4. Hesse, Berlin 1790.
- Einleitung in die Wissenschaft der rohen und einfachen Artzeneymittel : nach physicalisch-chymischen und medicinisch-praktischen Gründen. [S.l.], [ca. 1800]. Digitalisierte Ausgabe der Universitäts- und Landesbibliothek Düsseldorf